# Pavlo Tchoubynsky
Pavlo Platonovytch Tchoubynsky, en ukrainien Павло Платонович Чубинський (né en 1839, mort le 26 janvier 1884) est un poète et ethnographe ukrainien, dont le poème Chtche ne vmerla Ukraina (« Ni la gloire ni la liberté de l’Ukraine n'est pas encore morte ») fut mis en musique et adapté pour devenir ultérieurement l'hymne national ukrainien.

En 1863, le journal de Lviv Meta (« Le But ») publia le poème, mais l'attribua par erreur à Tarass Chevtchenko. La même année, il fut mis en musique par le compositeur galicien Mykhailo Verbytsky (1815–1870), d'abord en version pour chanteur solo puis en version chorale.

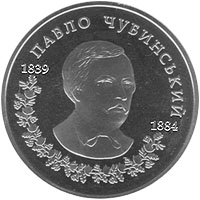
Pièce en hryvnia à effigie de Pavlo Chybynskyi.

Cette mélodie prenante et patriotique fut bientôt largement acceptée, mais Pavlo Tchoubynsky fut persécuté pour le restant de ses jours par les nationalistes russes anti-ukrainiens. Il fut déporté dans la province d'Arkhangelsk pour avoir « influencé négativement l'esprit des paysans ». Lorsque son œuvre dans cette région commença à être reconnue internationalement par ses pairs, Tchoubynsky fut envoyé à Saint-Pétersbourg où il fut commis à des tâches subalternes au Ministère des Transports. Atteint de paralysie en 1880, il mourut quatre ans plus tard.
En 1917, les paroles et la musique du poème furent adoptées officiellement comme hymne national de l'État ukrainien.
En tant qu'ethnographe et spécialiste du folklore, Pavlo Tchoubynsky a apporté une contribution importante à la préservation de documents relevant de la culture ukrainienne dans son originalité. Il a rassemblé environ 4 000 chants de cérémonies, 300 contes de fées, et de nombreux proverbes et traditions.